# Filiz Osmanodja
Filiz Osmanodja (née le 7 mars 1996 à Dresde, en Allemagne) est une joueuse d'échecs allemande.

## Biographie
Filiz Osmanodja apprend à jouer aux échecs grâce à son père à l'âge de cinq ans, et débute au sein du club USV TU Dresden avec son frère Bilgin. Elle fait partie du Prinzengruppe, le "groupe des princes", avec Rasmus Svane, Matthias Blübaum, Dennis Wagner, Alexander Donchenko et Hanna Marie Klek. Il s'agissait d'un groupe de jeunes talents allemands pris en charge par l'entraîneur national et GMI, Dorian Rogozenco. En 2013, elle passe on baccalauréat au lycée sportif de Dresde. En 2014, elle s'installe à Berlin pour commencer ses études en médecine à l'Hôpital universitaire de la Charité de Berlin.
Filiz Osmanodja double Anya Taylor-Joy dans la série Netflix Le Jeu de la dame, sorti en 2020. Son rôle consiste à doubler les mains de l'actrice principale lors de certaines scènes de jeu. Elle a été recrutée via Facebook.

## Palmarès en compétitions jeunes
Filiz Osmanodja est auréolée d'un nouveau succès international en tant que double championne d'Europe de la jeunesse dans la catégorie des filles de moins de 12 ans qui se jouent à Herceg Novi, au Monténégro, en 2008, et en 2009 à Fermo, en Italie, dans la catégorie des filles de moins de 14 ans.
Elle est également six fois championne d'Allemagne dans diverses catégories d'âge :
- en 2004, dans la catégorie des filles de moins de 10 ans,
- en 2005, dans la catégorie des filles de moins de 10 ans
- en 2006, dans la catégorie mixte des filles et garçons de moins de 10 ans[3]
- en 2008, dans la catégorie des filles de moins de 12 ans[4]
- en 2010, dans la catégorie des filles de moins de 14 ans[5]
- en 2012, dans la catégorie des filles de moins de 16 ans[6].

En 2006 et 2008, pour la première fois dans l'histoire des championnats individuels allemands de la jeunesse, elle a pu remporter non seulement le championnat respectivement dans la catégorie des filles de moins de 10 ans et de moins 12 ans, mais aussi le tournoi général de sa tranche d'âge.
En 2008, elle est vice-championne du monde à Vũng Tàu, au Vietnam dans la catégorie des filles de moins de 12 ans, derrière Jennifer Yu, et en 2014 à nouveau vice-championne du monde dans la catégorie des filles de moins de 18 ans, derrière Dinara Saduakassova cette fois. La compétition se déroulait alors à Durban, en Afrique du Sud.

## Parcours avec l'équipe nationale
Filiz Osmanodja participe à l'Olympiade d'échecs 2008 en tant que joueuse de réserve pour la troisième équipe féminine allemande.
Filiz Osmanodja participe à trois éditions de la Mitropa Cup, en 2011, 2013 et 2014, dans lesquelles elle et son équipe atteignent la deuxième place deux fois, en 2013 et 2014. Lors de ces deux  podiums, elle remporte à chaque fois la médaille d'or pour sa performance au deuxième échiquier.
Filiz Osmanodja joue aussi le championnat d'Europe d'échecs des nations féminin avec l'Allemagne en 2015. L'équipe nationale se classe sixième mais elle ne brille pas particulièrement (21e au deuxième échiquier).

## Parcours en club
Filiz Osmanodja joue principalement pour l'équipe 2 de l'USV TU Dresden, et parfois pour l'équipe première, y compris en tant que titulaire lors des saisons 2008/2009 et 2016/2017 dans l'élite de la Bundesliga. De 2007 à 2009, elle joue aussi en Bundesliga féminine avec le club de Dresde. Depuis la saison 2015/16, Osmanodja est présente dans la Bundesliga féminine en tant que joueuse invitée par divers clubs : elle joue d'abord pour le SF 1891 Friedberg, puis lors de la saison 2016/2017, pour le SC Bad Königshofen et pour le club d'échecs de Hambourg depuis la saison 2017/18.
En 2017, elle joue également pour le Club d'Echecs de Sautron en championnat de France des clubs féminins.

## Titres internationaux décernés par la FIDE
Filiz Osmanodja devient maître FIDE féminin (MFF) en 2009.
Elle détient le titre de Maître International Féminin (MIF) depuis 2013. Elle a satisfait à toutes les normes requises en 2012 : en mai lors du Chess Ladies Vienna à Vienne, en juillet à l'open tchèque de Pardubice et en décembre lors du deuxième Tournoi des grands maîtres féminins d’ Erfurt, en Allemagne.
En février 2020, Filiz Osmanodja est nommée grand maître international féminin après avoir satisfait aux normes requises au championnat international allemand junior 2015 à Ströbeck, au championnat d'Europe féminin 2018 à Vysoké Tatry, en Slovaquie, et à l'open Staufer 2020 qui s'est joué à Schwäbisch Gmünd, en Allemagne.
Le 22 juillet 2025, Filiz Osmanodja s'incline après un long combat en blitz face au célèbre streamer franco-américain MicamacTV.